# Turkiets Grand Prix 2011
Turkiets Grand Prix 2011, officiellt 2011 Formula 1 DHL Turkish Grand Prix, var en Formel 1-tävling som hölls den 8 maj 2011 på Istanbul Park i Istanbul, Turkiet. Det var den fjärde tävlingen av Formel 1-säsongen 2011 och kördes över 58 varv. Vinnare av loppet blev Sebastian Vettel för Red Bull, tvåa blev Mark Webber, även han för Red Bull, och trea blev Fernando Alonso för Ferrari.

## Kvalet
| KR. | Nr | Förare             | Konstruktör          | Q1         | Q2       | Q3        | Grid |
| --- | -- | ------------------ | -------------------- | ---------- | -------- | --------- | ---- |
| 1   | 1  | Sebastian Vettel   | Red Bull-Renault     | 1.27,039   | 1.25,610 | 1.25,049  | 1    |
| 2   | 2  | Mark Webber        | Red Bull-Renault     | 1.27,090   | 1.26,075 | 1.25,454  | 2    |
| 3   | 8  | Nico Rosberg       | Mercedes             | 1.27,514   | 1.25,801 | 1.25,574  | 3    |
| 4   | 3  | Lewis Hamilton     | McLaren-Mercedes     | 1.27,091   | 1.26,066 | 1.25,595  | 4    |
| 5   | 5  | Fernando Alonso    | Ferrari              | 1.27,349   | 1.26,152 | 1.25,851  | 5    |
| 6   | 4  | Jenson Button      | McLaren-Mercedes     | 1.27,374   | 1.26,485 | 1.25,982  | 6    |
| 7   | 10 | Vitalij Petrov     | Renault              | 1.27,475   | 1.26,654 | 1.26,296  | 7    |
| 8   | 7  | Michael Schumacher | Mercedes             | 1.27,697   | 1.26,121 | 1.26,646  | 8    |
| 9   | 9  | Nick Heidfeld      | Renault              | 1.27,901   | 1.26,740 | 1.26,659  | 9    |
| 10  | 6  | Felipe Massa       | Ferrari              | 1.27,013   | 1.26,395 | Ingen tid | 10   |
| 11  | 11 | Rubens Barrichello | Williams-Cosworth    | 1.28,246   | 1.26,764 |           | 11   |
| 12  | 14 | Adrian Sutil       | Force India-Mercedes | 1.27,392   | 1.27,027 |           | 12   |
| 13  | 15 | Paul di Resta      | Force India-Mercedes | 1.27,625   | 1.27,145 |           | 13   |
| 14  | 12 | Pastor Maldonado   | Williams-Cosworth    | 1.27,396   | 1.27,236 |           | 14   |
| 15  | 17 | Sergio Pérez       | Sauber-Ferrari       | 1.27,778   | 1.27,244 |           | 15   |
| 16  | 18 | Sébastien Buemi    | Toro Rosso-Ferrari   | 1.27,620   | 1.27,255 |           | 16   |
| 17  | 19 | Jaime Alguersuari  | Toro Rosso-Ferrari   | 1.28,055   | 1.27,572 |           | 17   |
| 18  | 20 | Heikki Kovalainen  | Lotus-Renault        | 1.28,780   |          |           | 18   |
| 19  | 21 | Jarno Trulli       | Lotus-Renault        | 1.29,673   |          |           | 19   |
| 20  | 25 | Jérôme d'Ambrosio  | Virgin-Cosworth      | 1.30,445   |          |           | 231  |
| 21  | 23 | Vitantonio Liuzzi  | HRT-Cosworth         | 1.30,692   |          |           | 20   |
| 22  | 24 | Timo Glock         | Virgin-Cosworth      | 1.30,813   |          |           | 21   |
| 23  | 22 | Narain Karthikeyan | HRT-Cosworth         | 1.31,564   |          |           | 22   |
| 24  | 16 | Kamui Kobayashi    | Sauber-Ferrari       | Ingen tid2 |          |           | 24   |

| Vidare från första kvalrundan ▬▬ Vidare från andra kvalrundan ▬▬ |

Noteringar:
- ^1  — Jérôme d'Ambrosio fick fem platsers nedflyttning för att ha ignorerat gul flagg.[1]
- ^2  — Kamui Kobayashi misslyckades att sätta en varvtid i den första kvalomgången.

## Loppet
| Pos. | Nr | Förare             | Konstruktör          | Varv | Tid         | Grid | P  |
| ---- | -- | ------------------ | -------------------- | ---- | ----------- | ---- | -- |
| 1    | 1  | Sebastian Vettel   | Red Bull-Renault     | 58   | 1:30.17,558 | 1    | 25 |
| 2    | 2  | Mark Webber        | Red Bull-Renault     | 58   | +8,807      | 2    | 18 |
| 3    | 5  | Fernando Alonso    | Ferrari              | 58   | +10,075     | 5    | 15 |
| 4    | 3  | Lewis Hamilton     | McLaren-Mercedes     | 58   | +40,232     | 4    | 12 |
| 5    | 8  | Nico Rosberg       | Mercedes             | 58   | +47,539     | 3    | 10 |
| 6    | 4  | Jenson Button      | McLaren-Mercedes     | 58   | +59,431     | 6    | 8  |
| 7    | 9  | Nick Heidfeld      | Renault              | 58   | +1.00,857   | 9    | 6  |
| 8    | 10 | Vitalij Petrov     | Renault              | 58   | +1.08,168   | 7    | 4  |
| 9    | 18 | Sébastien Buemi    | Toro Rosso-Ferrari   | 58   | +1.09,394   | 16   | 2  |
| 10   | 16 | Kamui Kobayashi    | Sauber-Ferrari       | 58   | +1.18,021   | 24   | 1  |
| 11   | 6  | Felipe Massa       | Ferrari              | 58   | +1.19,823   | 10   |    |
| 12   | 7  | Michael Schumacher | Mercedes             | 58   | +1.25,444   | 8    |    |
| 13   | 14 | Adrian Sutil       | Force India-Mercedes | 57   | +1 varv     | 12   |    |
| 14   | 17 | Sergio Pérez       | Sauber-Ferrari       | 57   | +1 varv     | 15   |    |
| 15   | 11 | Rubens Barrichello | Williams-Cosworth    | 57   | +1 varv     | 11   |    |
| 16   | 19 | Jaime Alguersuari  | Toro Rosso-Ferrari   | 57   | +1 varv     | 17   |    |
| 17   | 12 | Pastor Maldonado   | Williams-Cosworth    | 57   | +1 varv     | 14   |    |
| 18   | 21 | Jarno Trulli       | Lotus-Renault        | 57   | +1 varv     | 19   |    |
| 19   | 20 | Heikki Kovalainen  | Lotus-Renault        | 56   | +2 varv     | 18   |    |
| 20   | 25 | Jérôme d'Ambrosio  | Virgin-Cosworth      | 56   | +2 varv     | 23   |    |
| 21   | 22 | Narain Karthikeyan | HRT-Cosworth         | 55   | +3 varv     | 22   |    |
| 22   | 23 | Vitantonio Liuzzi  | HRT-Cosworth         | 53   | +5 varv     | 20   |    |
| Ret  | 15 | Paul di Resta      | Force India-Mercedes | 44   | Hjul        | 13   |    |
| DNS  | 24 | Timo Glock         | Virgin-Cosworth      | 0    | Växellåda   | 21   |    |

| Förare och stall som tog poäng ▬▬ |

## Ställning efter loppet
|     | Pos. | Förare           | Poäng |
| --- | ---- | ---------------- | ----- |
| ▬   | 1    | Sebastian Vettel | 93    |
| ▬   | 2    | Lewis Hamilton   | 59    |
| ▲ 1 | 3    | Mark Webber      | 55    |
| ▼ 1 | 4    | Jenson Button    | 46    |
| ▬   | 5    | Fernando Alonso  | 41    |

|   | Pos. | Constructor      | Points |
| - | ---- | ---------------- | ------ |
| ▬ | 1    | Red Bull-Renault | 148    |
| ▬ | 2    | McLaren-Mercedes | 105    |
| ▬ | 3    | Ferrari          | 65     |
| ▬ | 4    | Renault          | 42     |
| ▬ | 5    | Mercedes         | 26     |

- Notering: Endast de fem bästa placeringarna i vardera mästerskap finns med på listorna.